# 因韦里戈
因韦里戈（義大利語：Inverigo），是意大利科莫省的一个市镇。总面积9平方公里，人口8851人，人口密度983.4人/平方公里（2009年）。ISTAT代码为013118。